# Polruan Blockhouse

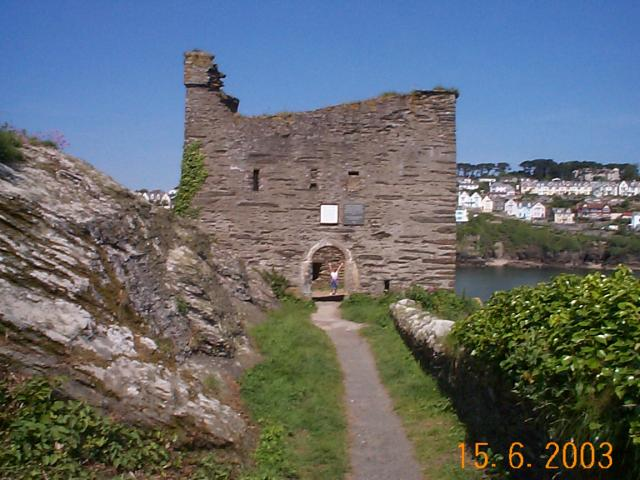
Polruan Blockhouse

Polruan Blockhouse ist ein ehemaliger Küstenwachtturm in Cornwall in Großbritannien. Die als Kulturdenkmal der Kategorie Grade II* und als Scheduled Monument klassifizierte Ruine liegt am östlichen Ufer der Mündung des River Fowey in den Ärmelkanal.

## Geschichte
Das turmartige Blockhaus wurde am Rande des Dorfes Polruan zum Schutz der Einfahrt in den Hafen von Fowey erbaut. Der Zeitpunkt der Erbauung ist umstritten, nach einigen Angaben wurde das turmartige Blockhaus bereits um 1380 errichtet, nach anderen Angaben erst nach der Zerstörung Foweys durch einen französischen Überfall 1457. Vermutlich um dieselbe Zeit wurde das Fowey Blockhouse am gegenüberliegenden westlichen Flussufer erbaut. Die Einfahrt in den Hafen von Fowey ist an dieser Stelle nur etwa 200 m breit, und mit Hilfe einer zwischen den Türmen verlaufenden Eisenkette von 40 cm Durchmesser konnte die Einfahrt gesperrt werden. Die beiden Blockhäuser von Polruan und Fowey gelten damit als die ältesten Befestigungen in Großbritannien, von denen aus mit Hilfe einer Kette eine Flussmündung oder Hafeneinfahrt gesperrt werden konnte.
Nach dem französischen Überfall auf Fowey 1457 wurde der Turm verstärkt und mit kleinen Geschützen ausgerüstet. Da Fowey auch nach Ende des Hundertjährigen Krieges ein Piratenstützpunkt blieb, unterband schließlich König Eduard IV. 1478 die Piraterie und ließ die Kette zwischen den Türmen entfernen. Der Turm war schließlich durch die zunehmende Wirkung von Kanonen militärisch überholt und wurde aufgegeben. Stattdessen wurde in den 1530er Jahren am westlichen Ufer das St Catherine’s Castle zum Schutz der Hafeneinfahrt errichtet. Während des englischen Bürgerkriegs diente der Turm noch einmal kurzzeitig als Stützpunkt von königlichen Truppen zur Blockade der Hafeneinfahrt. Nach jahrhundertelangem Verfall erfolgte 1897 auf Initiative des in Fowey lebenden Schriftstellers Arthur Quiller-Couch eine erste Restaurierung. Nach einer 1987 erfolgten weiteren Restaurierung dient die heute im Volksmund The Castle genannte Ruine als Aussichtspunkt.

## Anlage
Das rechteckige Blockhaus liegt am Rande des niedrigen Felsufers am Ostufer der Mündung des Fowey River. Von dem vermutlich ursprünglich viergeschossigen Gebäude sind noch die beiden unteren Geschosse erhalten, die bis zu 2 m dicke Mauern und Schießscharten für kleine Geschütze besitzen.